# Geomorfología litoral
La geomorfología litoral es la rama de la geomorfología, y por ende de la geografía física, que estudia las formas del relieve propias de las zonas costeras como barras, tómbolos, arcobotantes, flechas, albuferas, entre otros, así como también procesos de erosión y sedimentación costera.